# Arendtsville
Arendtsville es un borough ubicado en el condado de Adams en el estado estadounidense de Pensilvania. En el año 2000 tenía una población de 848 habitantes y una densidad poblacional de 471.4 personas por km².

## Geografía
Arendtsville se encuentra ubicado en las coordenadas 39°55′28″N 77°17′30″O / 39.92444, -77.29167.

## Demografía
Según la Oficina del Censo en 2000 los ingresos medios por hogar en la localidad eran de $41 087 y los ingresos medios por familia eran $43 889. Los hombres tenían unos ingresos medios de $28 828 frente a los $27 813 para las mujeres. La renta per cápita para la localidad era de $18 256. Alrededor del 10.6% de la población estaba por debajo del umbral de pobreza.